# Pouydesseaux
Pouydesseaux – miejscowość i gmina we Francji, w regionie Nowa Akwitania, w departamencie Landy.
Według danych na rok 1990 gminę zamieszkiwało 616 osób, a gęstość zaludnienia wynosiła 18 osób/km² (wśród 2290 gmin Akwitanii Pouydesseaux plasuje się na 632. miejscu pod względem liczby ludności, natomiast pod względem powierzchni na miejscu 233.).